# Spiroctenus londinensis
Spiroctenus londinensis är en spindelart som beskrevs av Hewitt 1919. Spiroctenus londinensis ingår i släktet Spiroctenus och familjen Nemesiidae. Inga underarter finns listade i Catalogue of Life.